# Bladluizen
Bladluizen (Aphidoidea) zijn kleine plantenetende insecten die zich met stekende en zuigende monddelen (stiletten) passief voeden met sappen uit het floëem, net als witte vliegen ('Aleyrodoidae'). Het floëemsap stroomt door de zeefvaten en staat onder hoge druk. Het wordt door de plant in het voedselkanaal van de bladluis geperst zodra de stiletten een floëemvat aanprikken.

## Kenmerken
Er zijn groene, witte, zwarte, gele, rode en paarse bladluizen. Het zachte, peervormige lichaam wordt meestal niet groter dan 5 millimeter. Aan het achterlijf bevinden zich twee buisvormige organen, waaruit een vloeistof kan worden afgescheiden.

## Schade aan planten
Ook zuigen bladluizen zo nu en dan actief xyleemsap. Bladluizen zitten meestal op groeipunten zoals de toppen van jonge stengels met groeiend blad en bloemknoppen, omdat de sapstroom daar veel voedingstoffen bevat, die nodig zijn voor de groei van de plant.
De stiletten van bladluizen penetreren van de epidermis naar het floëem tussen de plantencellen door (intercellulair) en tussen de cellulosevezels van de secundaire celwand. Daarbij wordt continu speeksel in de plant gepompt dat onmiddellijk een gel vormt (gelerend speeksel). De stiletten worden zodoende geheel door dit speeksel omgeven, de zg. speekselschede die na terugtrekking in de plant achterblijft. Veel cellen langs de stiletweg worden echter kortstondig (circa 5 seconden) aangeprikt (intracellulair). Tijdens deze korte celpuncties wordt (niet gelerend, waterig) speeksel in de cel geïnjecteerd en daarmee worden planten veelvuldig met virussen geïnfecteerd.
De virusoverdracht vormt de belangrijkste bron van de economische schade die door bladluizen wordt veroorzaakt. Tijdens een celpunctie wordt vervolgens ook wat sap opgezogen en geproefd, waarschijnlijk om de kwaliteit van de plant te testen. Na de celpunctie trekken de stiletten zich weer iets terug en vervolgen hun intercellulaire route. Op eenzelfde manier worden ook de floëemcellen aangeprikt, maar dan vaak langduriger. Na eerst speeksel in het zeefvat gepompt te hebben, wordt er in het voedselkanaal een klepje geopend en zorgt de druk ervoor dat het floëemsap het voedselkanaal instroomt. De voedselopname kan uren, zelfs dagen achtereen voortduren zonder dat de stiletpunt wordt verplaatst.
Het sterk suikerhoudend floëemsap wordt daarna grotendeels als kleverige vloeistof uitgescheiden, de zogenoemde 'honingdauw'. De bladluis heeft de belangrijke aminozuren er dan efficiënt uit opgenomen. De honingdauw wordt door mieren, wespen en bijen gebruikt als bron van voedsel. Soms beschermen de mieren daarom de luizen actief tegen predatoren als lieveheersbeestjes.
Bladluizen veroorzaken voornamelijk schade aan planten door virusoverdracht, maar ook kan de plant geel worden (chlorose), groeistoornissen vertonen, verdrogen of zelfs afsterven (necrose). Bovendien kan de honingdauw een voedingsbodem vormen voor schimmelgroei, die ook wel 'roetdauw' wordt genoemd vanwege de zwarte kleur. Zeer schadelijk zijn onder andere de groene perzikluis op aardappel (virusoverdracht), de zwarte bonenluis op bonen en andere groenten (verdroging) en de rozenluis op rozen (vergroeiingen).

## Voortplanting
Bladluizen kunnen zich ’s zomers snel voortplanten, omdat het eistadium dan ontbreekt (levendbarend) en kennen soms 15 tot 20 generaties per jaar. De voortplanting is dan aseksueel (parthenogenetisch) en veel soorten produceren dan ongevleugelde dochters (apteren), maar bij ongunstige omstandigheden ontstaan gevleugelde dochters (alaten), die zich gemakkelijk verspreiden.

## Bestrijding
Lieveheersbeestjes, oorwormen, zweefvliegen, gaasvliegen en sluipwespen of hun larven ruimen veel bladluizen op en kunnen voor biologische bestrijding ingezet worden. Sommige planten kunnen beschermd worden door variëteiten te kweken met klierharen of andere vormen van bladluisresistentie.

## Families
Er zijn twaalf families:
- Adelgidae
- Anoeciidae
- Aphididae
- Drepanosiphidae
- Greenideidae
- Hormaphididae
- Lachnidae
- Mindaridae
- Pemphigidae
- Phloeomyzidae
- Phylloxeridae
- Thelaxidae

## Fotogalerij

### Bladluizen

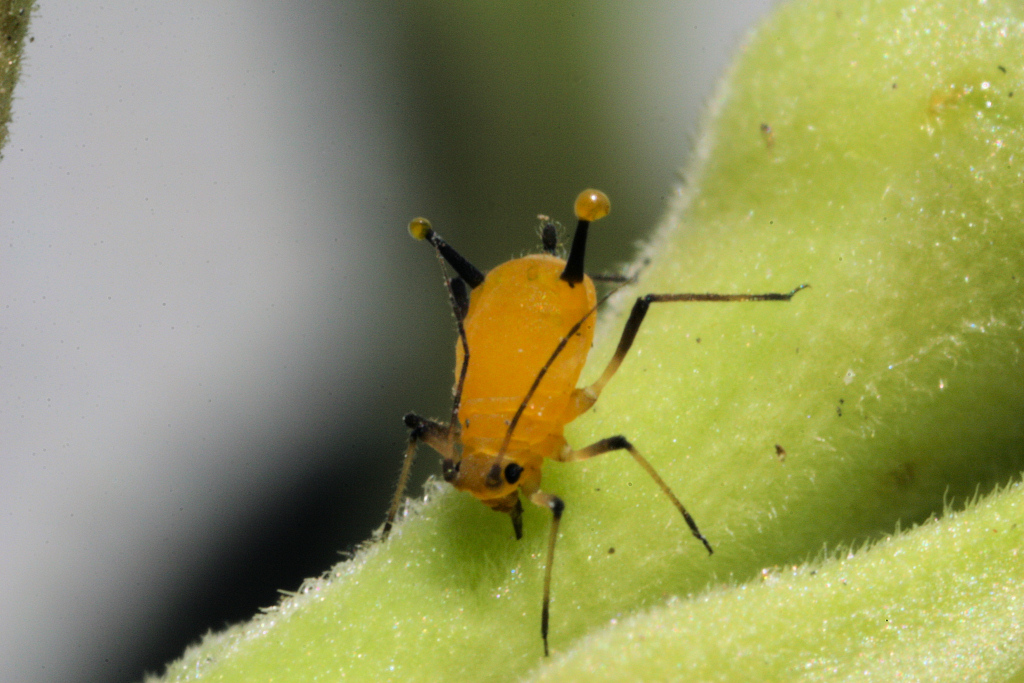
Zuigende bladluis met afscheiding
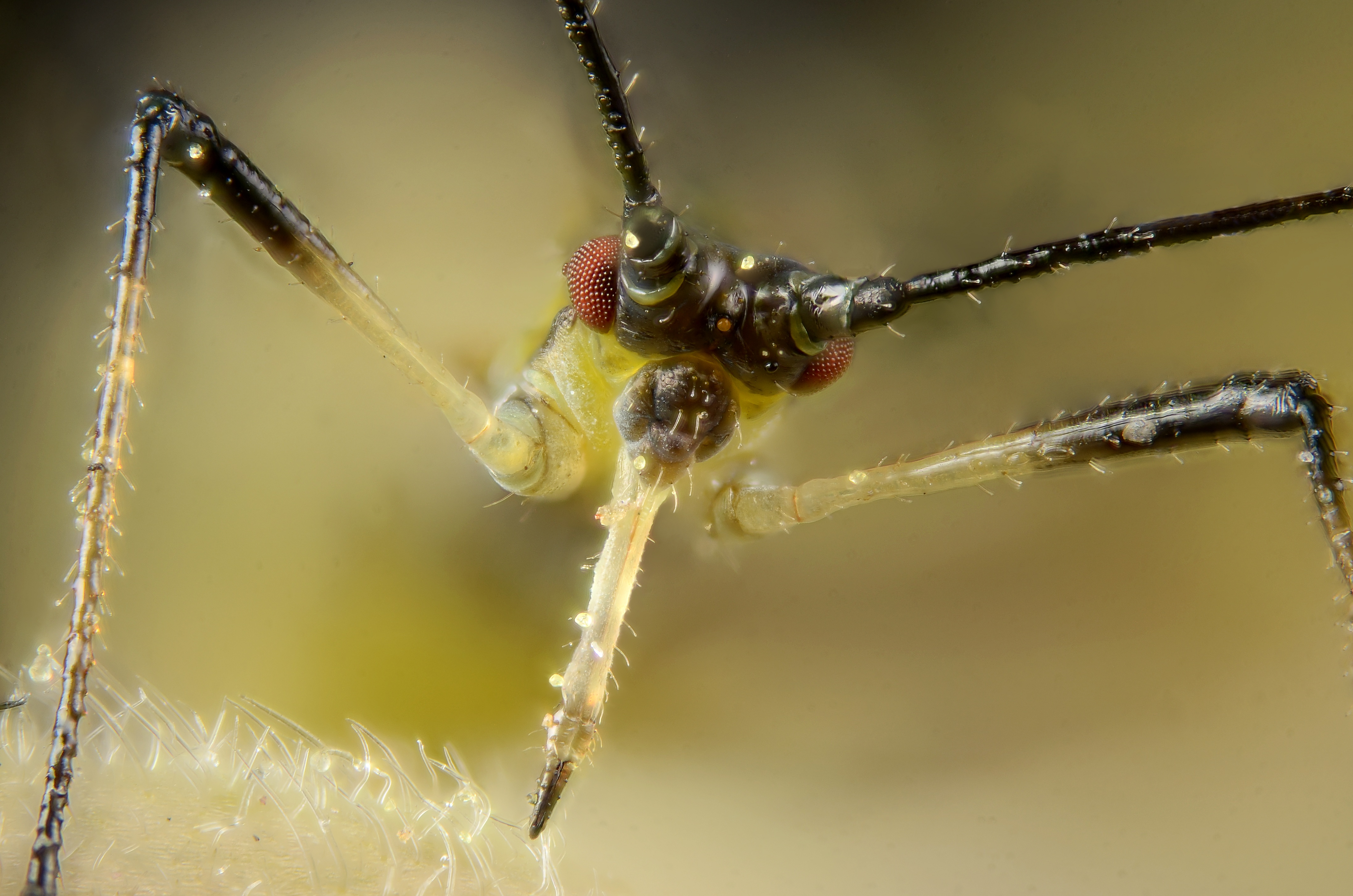
Kop van de gewone rozenluis
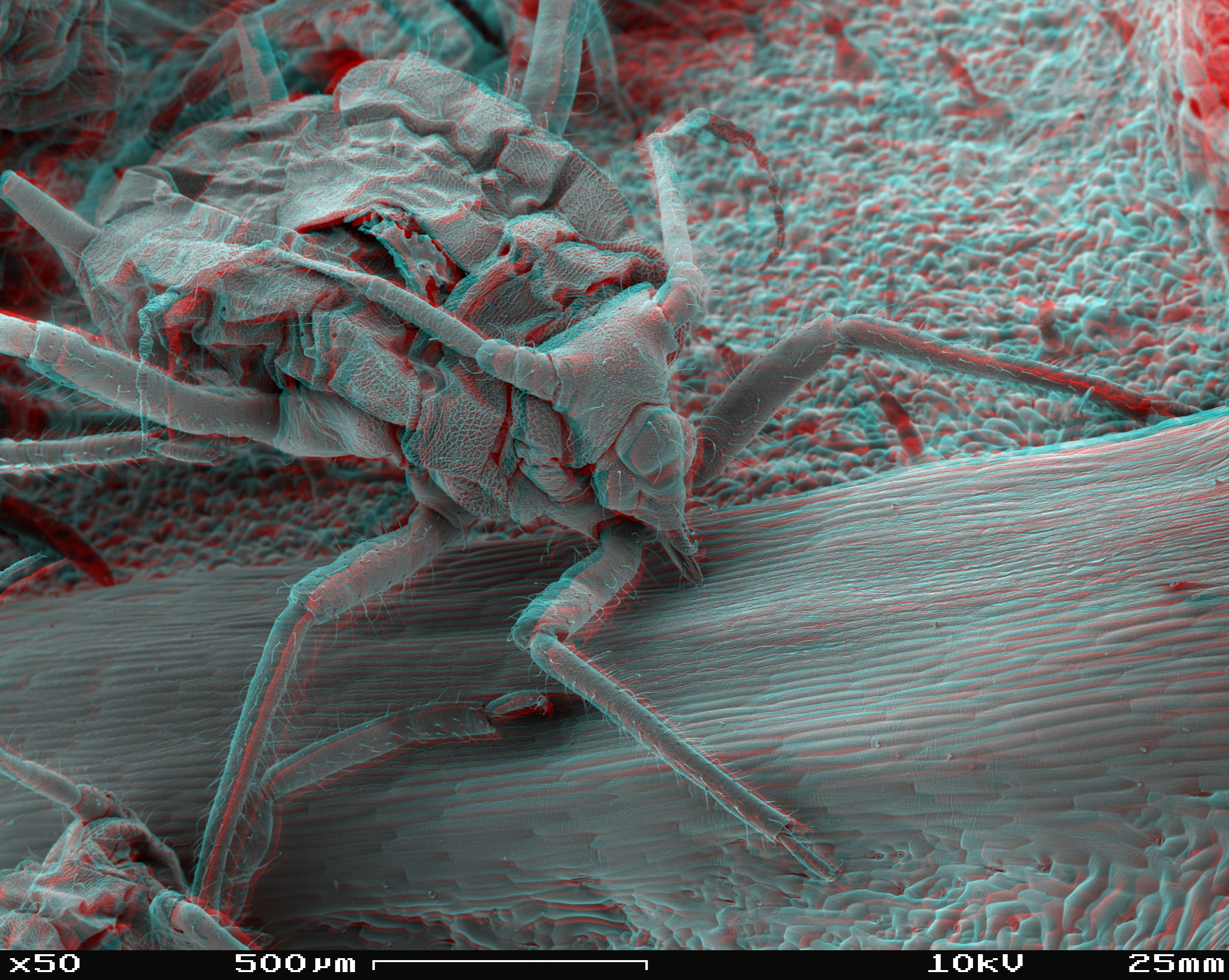
Zwarte bonenluis op tuinboon
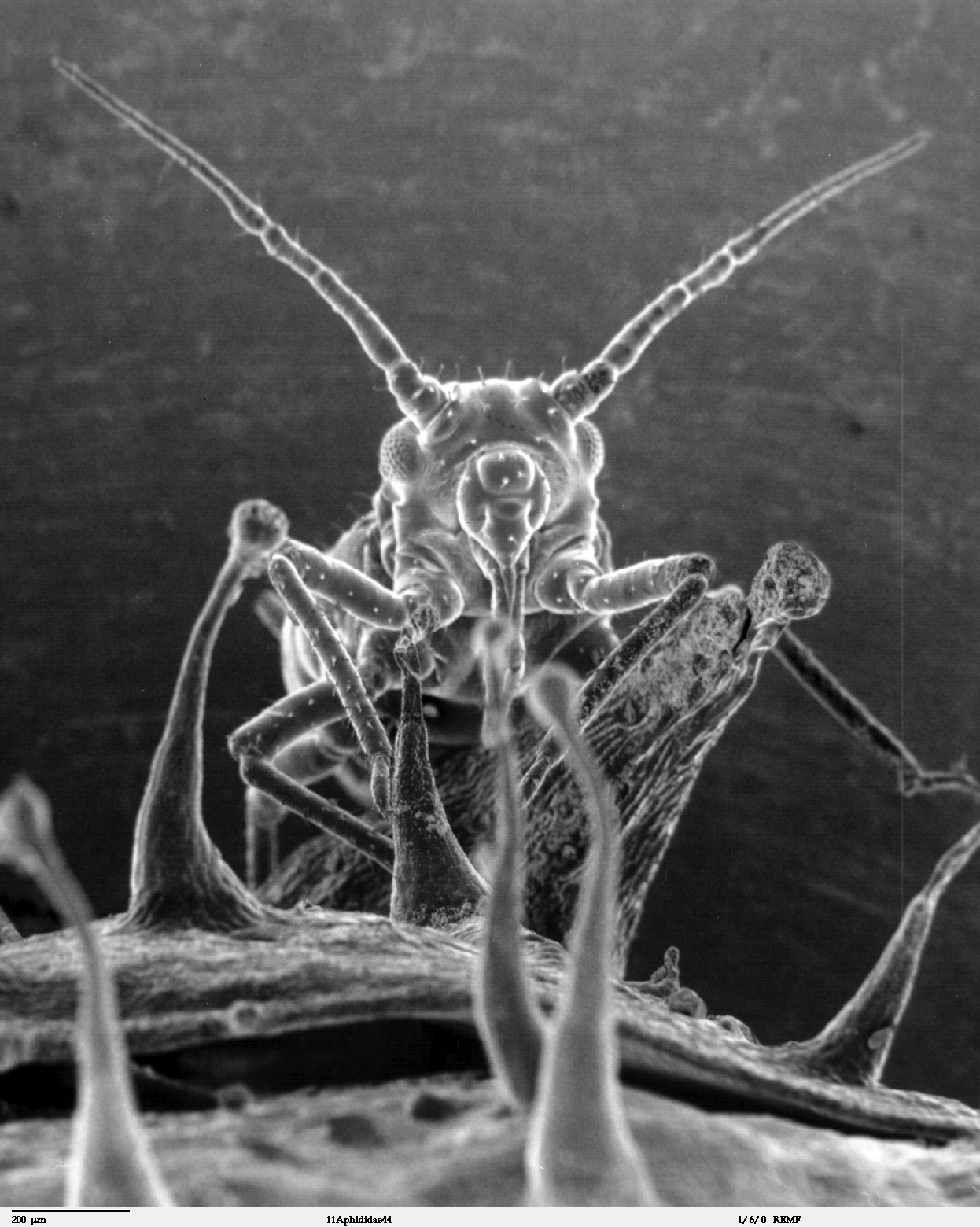
Bladluis op een plant met klierharen waarin bladluizen verstrikt raken (SEM-foto)
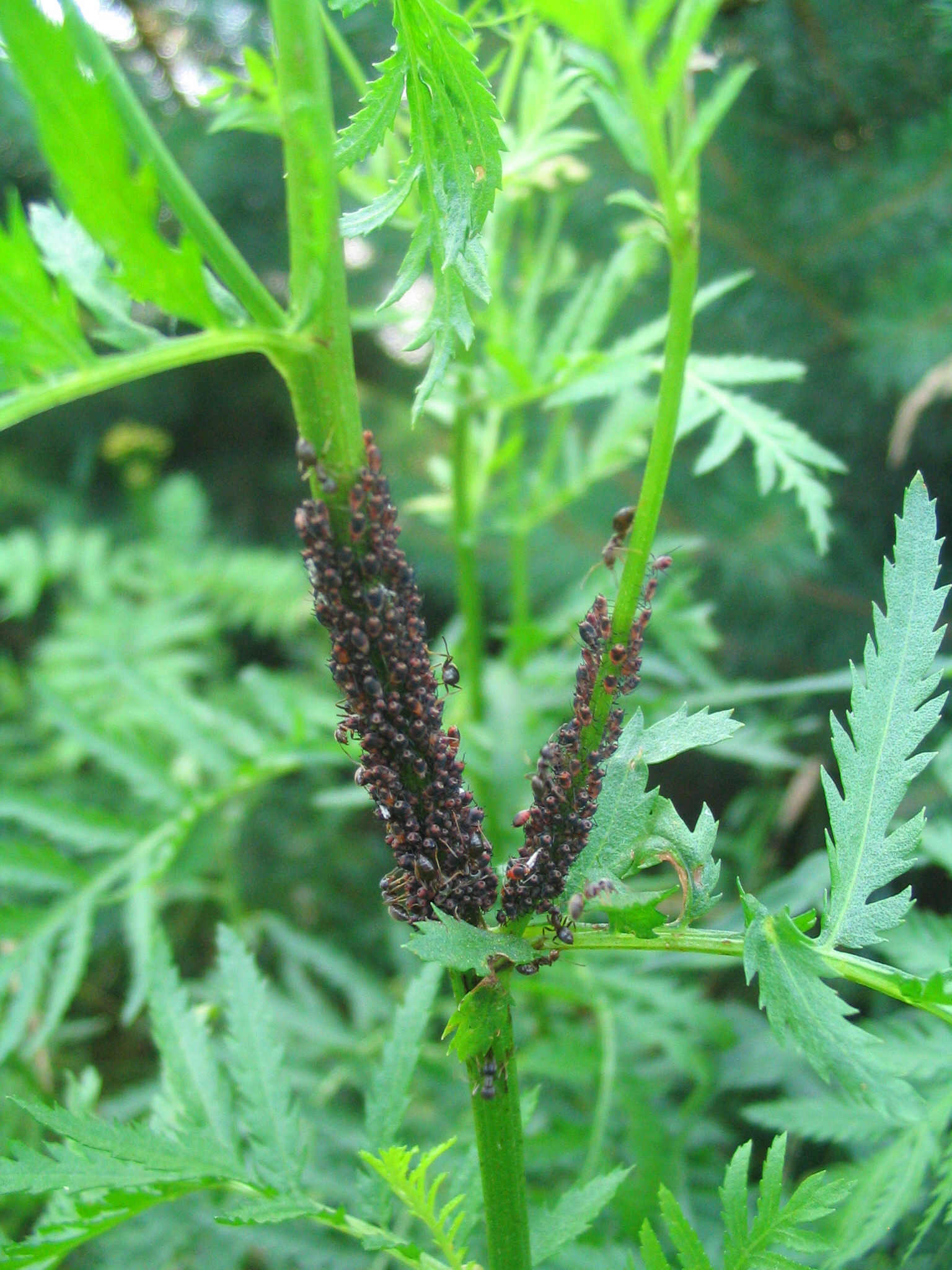
Mieren en bladluizen
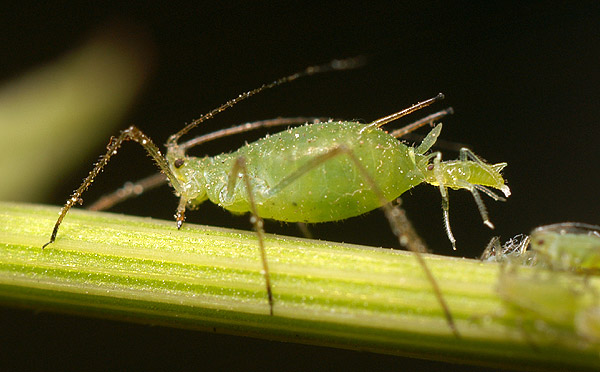
Levendbarende bladluis
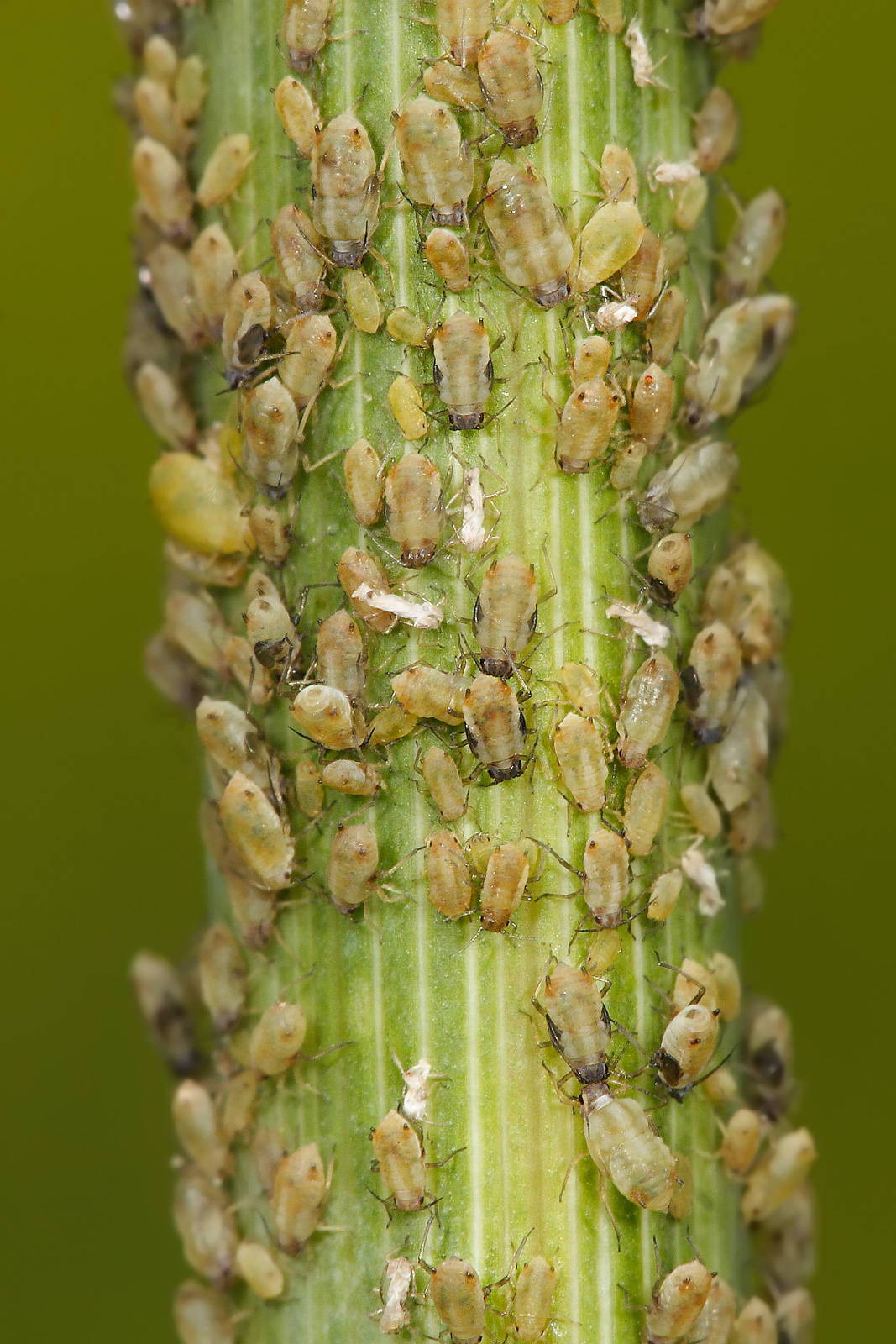
Bladluizen op venkel
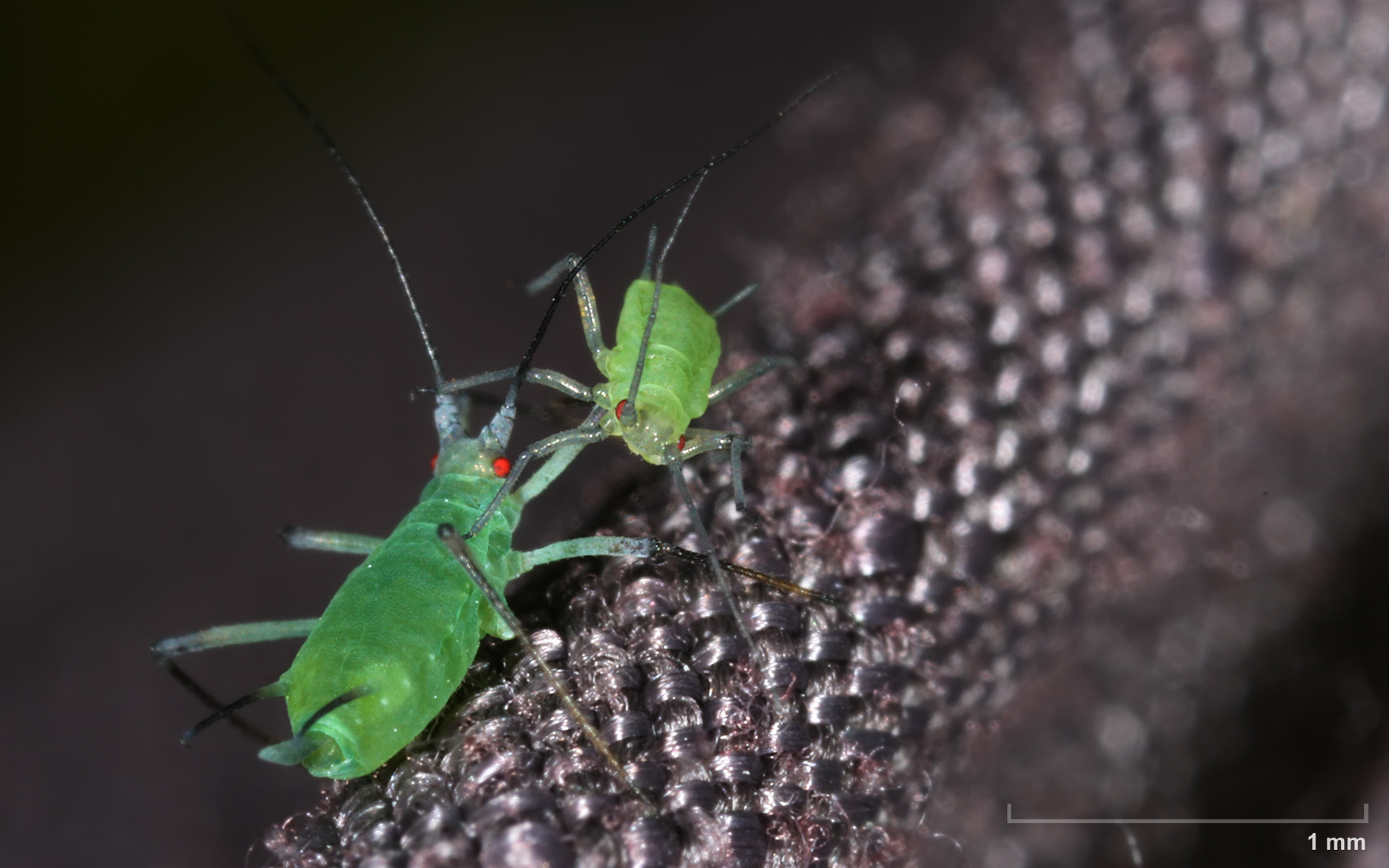
Vechtende bladluizen

### Dieren die bladluizen eten

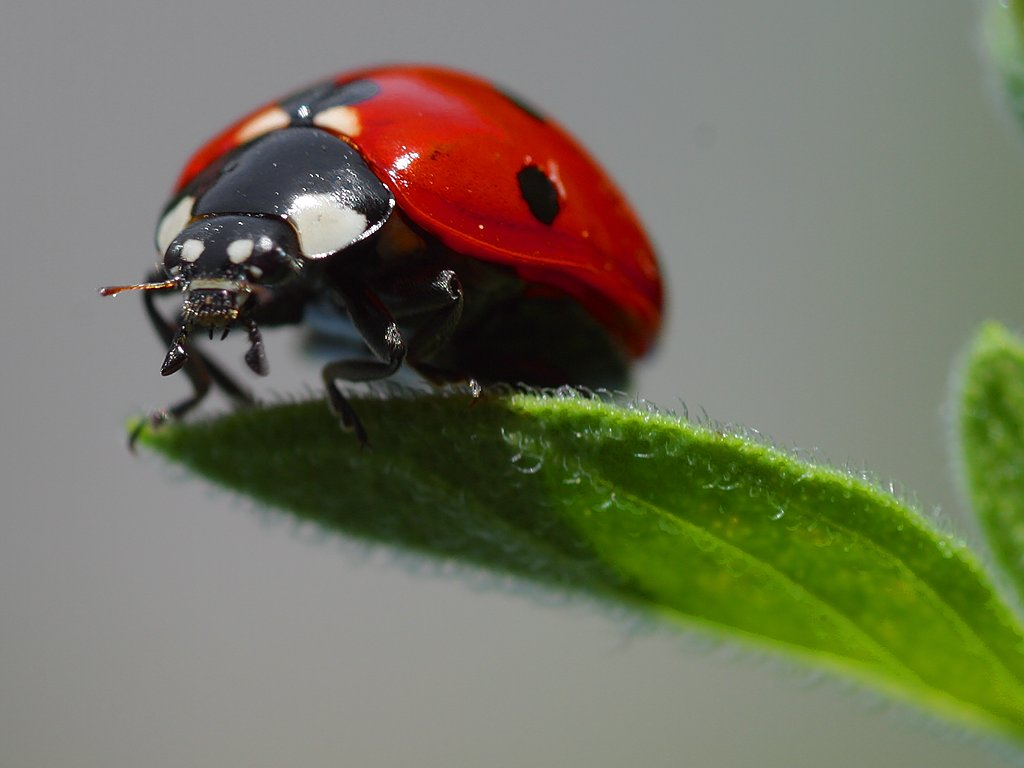
Lieveheersbeestjes
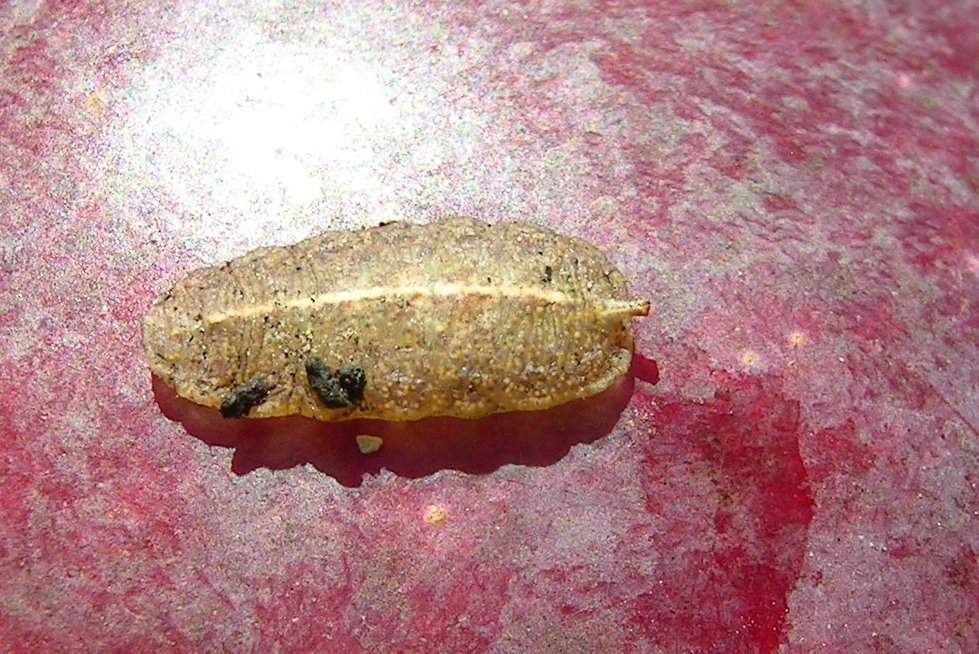
Zweefvliegenlarven
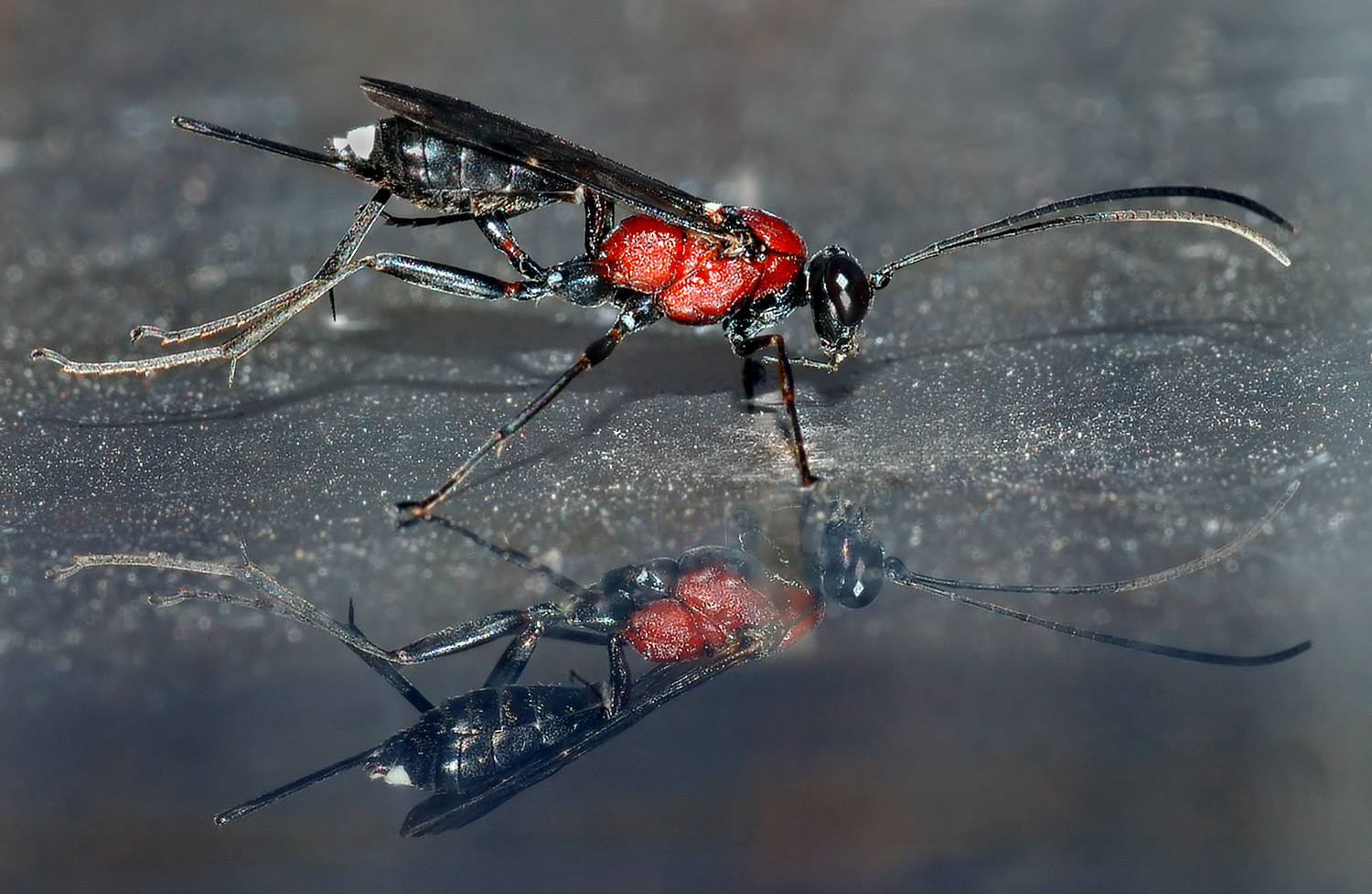
Sluipwespen
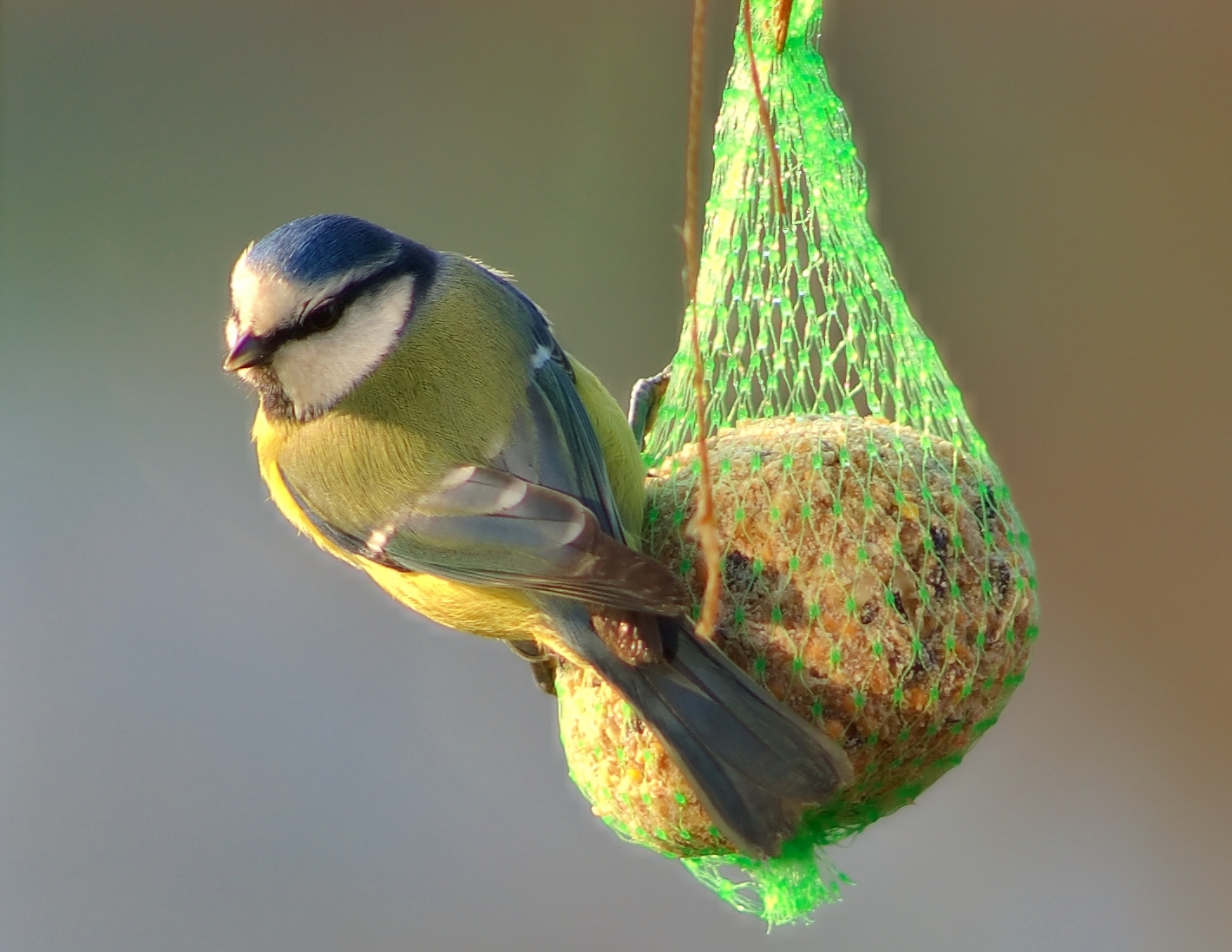
Vogels
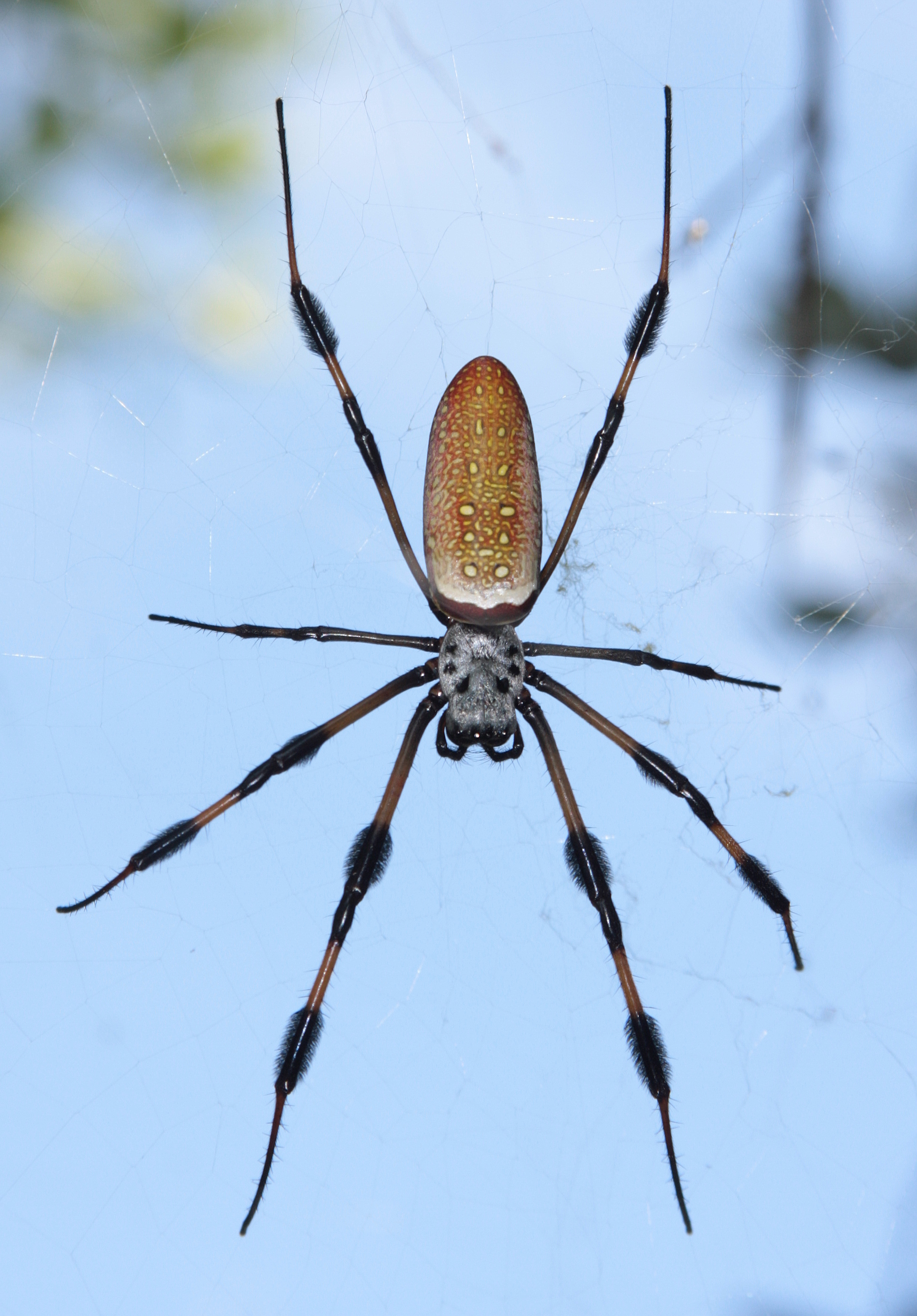
Spinnen
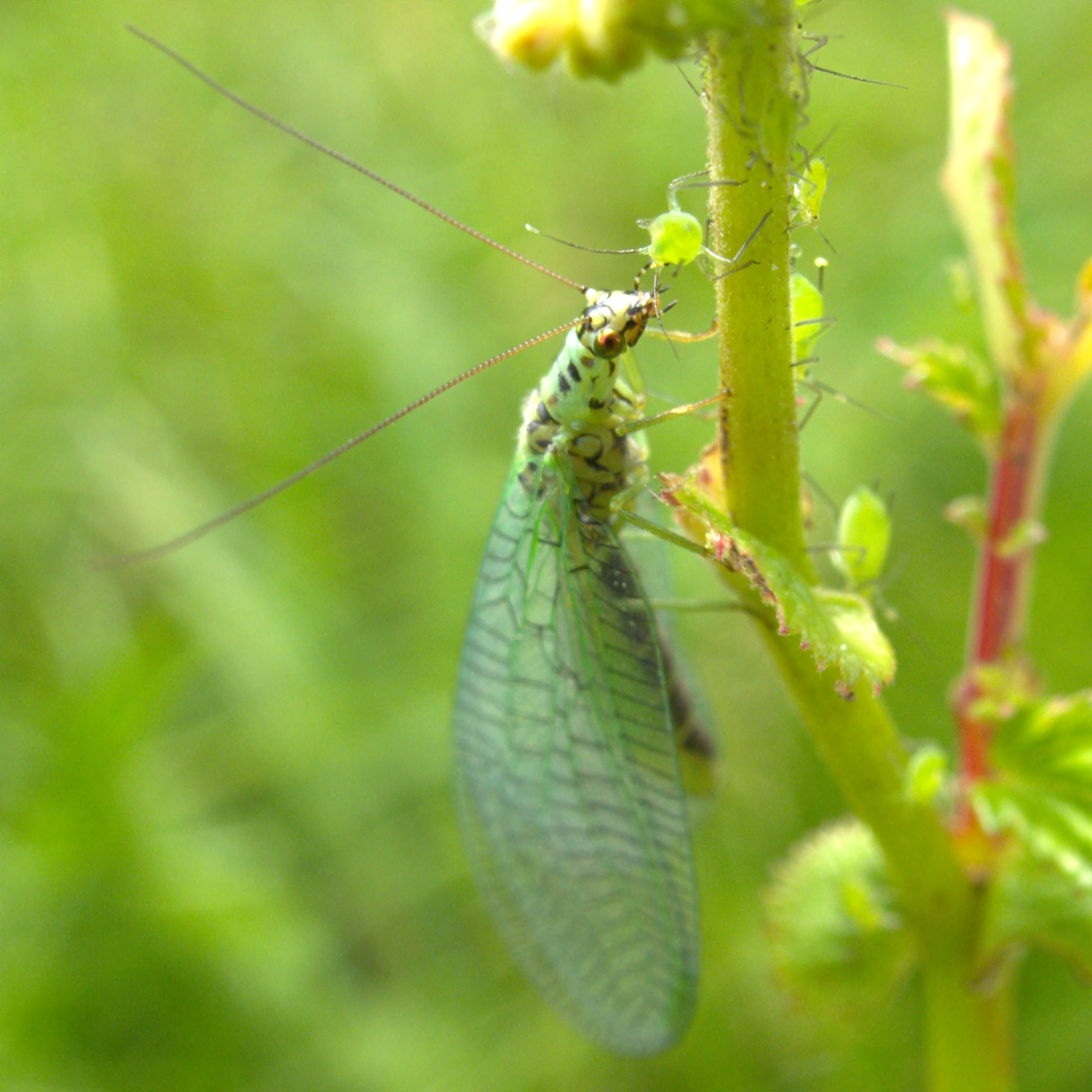
Groene gaasvliegen